# Nanocar Race
Nanocar Race (también conocida como carrera de nanocoches en España o carrera de nanoautomóviles en Hispanoamérica) es una competición científica internacional con el objetivo de hacer que una molécula suspendida en una superficie cubra la mayor distancia posible usando un microscopio de efecto túnel.
La primera carrera consistió en superar una distancia de 100 nanómetros y se celebró en Toulouse, Francia en 2017. En 2022 se celebró una segunda carrera y los ganadores recorrieron varios cientos de nanómetros.

## Historia
La idea de la carrera fue formulada por los científicos Chrisitan Joachim y Gwénaël Rapenne en Toulouse en enero de 2013 en la revista científica ACS Nano. Se lanzó una convocatoria para dar tiempo a los equipos participantes de preparar sus vehículos adecuadamente.  La carrera fue anunciada oficialmente por el Centro Nacional para la Investigación Científica (CNRS) de Francia en noviembre de 2015 en Toulouse durante Futurapolis1. En esta ocasión, cinco equipos presentaron los prototipos de sus proyectos.
La primera carrera del mundo de este tipo, fue entre cuatro vehículos, comenzó el 28 de abril de 2017 en el CEMES-CNRS de Toulouse y duró 36 horas. Los organizadores de Toulouse también acordaron la competición de dos vehículos más, que luego serían controlados remotamente vía Internet desde la sala de carreras CEMES-CNRS en el microscopio de su propio laboratorio. Se trataba de los vehículos de Ohio y Graz-Rice.

## Competición

### Pista

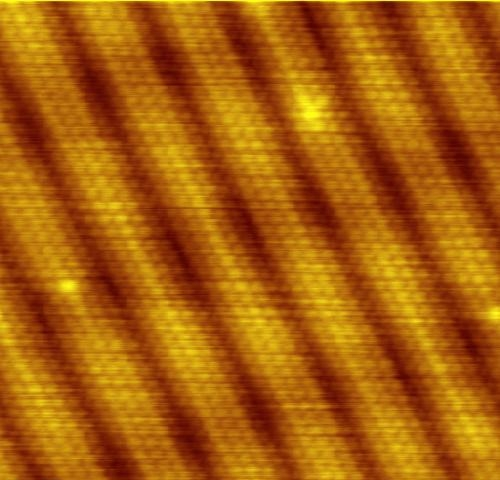
Ejemplo de microscopía de efecto túnel de una superficie de oro. Los surcos se utilizan como pistas.

La pista de la primera competición fue una superficie de oro, equipada con ranuras para definir los carriles de la carrera con el fin de evitar la pérdida de vehículos. Tenía alrededor de unos 100 nanómetros de largo e incluía dos curvas. Estaba ubicada en un pequeño recinto enfriado a -269 °C en un vacío primario de 10 −10 mbar y se observaba simultáneamente mediante cuatro microscopios de efecto túnel (STM) miniaturizados para este evento y que operan en la misma superficie. Cada microscopio se encargaba de conducir un único vehículo molecular.
Durante esta competición, los vehículos debían avanzar, en la pista de oro, lo más lejos posible, durante las 36 horas que duraba la carrera. Se esperaban velocidades de 5 nanómetros por hora.

### Vehículos

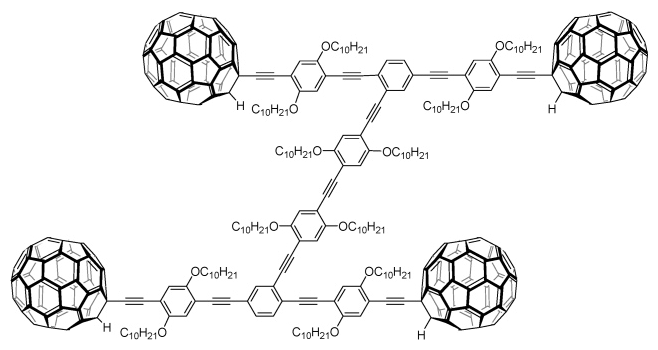
Ejemplo de vehículo. Las ruedas son fullerenos (C _{60}).

Los vehículos son máquinas moleculares que pueden rodar sobre superficies sólidas con una dirección estructuralmente definida. Son moléculas esencialmente compuestas por unas pocas decenas o centenas de átomos de hidrógeno y carbono y miden entre uno y tres nanómetros.
El vehículos es propulsado paso a paso mediante impulsos eléctricos y transferencia de electrones desde la punta del STM. La corriente de túnel resultante fluye a través del vehículos entre la punta del microscopio y la pista metálica común. No hay contacto mecánico directo con la punta del STM, por lo tanto, la punta del microscopio no empuja ni deforma el vehículos durante la carrera. Algunos de los electrones que pasan a través del vehículos liberan energía en forma de pequeñas vibraciones intramoleculares que activan el motor del vehículos. 
Por ejemplo, el diseño del equipo NANOHISPA se basó en un chasis de antraceno unido a 4 anillos aromáticos que lo elevan ligeramente de la superficie de Au(111). La molécula se conduce de manera controlada gracias a su atracción hacia la punta del STM, generada por el dipolo eléctrico inducido por los electrones que fluyen a través de su estructura molecular al aplicar un voltaje.

## Ediciones

### Nanocar Race I de 2017

#### Equipos
- Suiza: Swiss Nano Dragster, de la Universidad de Basilea
- Francia: Toulouse nanomobile club, de la Universidad Paul Sabatier
- Austria / Estados Unidos: NanoPrix Team, de la Universidad de Graz / Universidad Rice
- Alemania:  Nano-windmill Company, de la Universidad Politécnica de Dresde
- Japón: Nano-Vehicle NIMS-MANA, de la Instituto Nacional de Ciencia de Materiales
- Estados Unidos: Ohio Bobcat Nano-Wagon, de la Universidad de Ohio

#### Resultados
La carrera sobre la superficie de oro la ganó el equipo suizo que cruzó primero la meta después de recorrer una distancia de 133 nanómetros.
Sobre la superficie de plata, el vehículo del equipo austro-estadounidense de la Universidad Rice y de la Universidad de Graz estableció el primer récord de velocidad con una velocidad máxima de 95 nanómetros por hora y quedó empatado con el equipo suizo que corrió sobre la superficie de oro, dado que el movimiento del mismo vehículos en superficies de plata es más lento que en superficies de oro. Las propiedades específicas de la estructura química, así como una técnica de manipulación completamente nueva (sin pasos para la obtención de imágenes que requerían mucho tiempo), hicieron que este vehículos fuera muy rápido. Estas propiedades le permitieron incluso completar una distancia de más de 1.000 nm después de finalizada la pista de carreras oficial.
El equipo americano de la Universidad de Ohio dio marcha atrás sin motivo aparente después de 20 nanómetros, el equipo alemán rompió 2 vehículos sin ser capaces de reiniciar, y el equipo japonés acabó desistiendo. El equipo francés perdió de vista su vehículo en su superficie y también se vio obligado a abandonar, reconfortándose con el premio simbólico del "coche más elegante de la competición".

### Nanocar Race II de 2022

#### Equipos[15][16]
- Francia – Japón: TOULOUSE–NARA de Universidad Paul Sabatier . CEMES (CNRS) y el Instituto de Ciencia y Tecnología de Nara .
- Estados Unidos – Austria: Rice-Graz nanoprix de la Universidad Rice y la Universidad de Graz
- Alemania: GAZE de la Universidad Politécnica de Dresde
- Estados Unidos: Ohio Bobcat Nanowagon de la Universidad de Ohio
- Francia: StrasNanocar de la Universidad de Estrasburgo y del Instituto de Física y Química de Materiales de Estrasburgo (IPCMS)
- España: SAN SEBASTIAN del Centro Internacional de Física de Donostia y la Universidad de Santiago de Compostela
- Japón: NIMS-MANA del Instituto Nacional de Ciencia de Materiales
- España – Suecia: NANOHISPA del Instituto IMDEA de Nanociencia (Universidad de Madrid) y la Universidad de Linköping

#### Resultados
Los equipos de NANOHISPA y NIMS-MANA obtuvieron el primer lugar, ambos realizaron alrededor de 54 vueltas y cubrieron 678 nm y 1054 nm respectivamente. El primero hizo un cambio de carril para adelantar mientras que el segundo cruzó una trinchera y retrocedió. StrasNanocar ocupó el tercer lugar, cubriendo 476 nm y realizando 28 vueltas.

## Interés científico
Entre los beneficios, el CNRS cita el desarrollo de motores moleculares y Tech-Atoms, que en el futuro permitirán preparar, átomo por átomo, circuitos electrónicos cuánticos sobre la superficie de un aislante, cuyos componentes de cálculo medirán menos de 1 nm. Para hacer posible una carrera de este tipo, fue necesario resolver previamente un considerable número de problemas, como la elección de la pista y su preparación, la mejora de los dispositivos de seguimiento y control, en particular la sensibilidad de las mediciones de corriente, la evaporación de un gran número de moléculas muy diferentes en la misma superficie y la validación microscópica.